# Isodontia immaculata
Isodontia immaculata är en biart som beskrevs av Hensen 1991. Isodontia immaculata ingår i släktet Isodontia och familjen grävsteklar. Inga underarter finns listade i Catalogue of Life.